# Верещагино (Красноярский край)
Верещагино — село в Туруханском районе Красноярского края.

## Географическое положение
Село находится примерно в 172 км от центра района — села Туруханск, на правом берегу Енисея.

## Климат
Климат резко континентальный, субарктический. Зима продолжительная. Средняя температура января −30 °C, −36 °C. Лето умеренно тёплое. Средняя температура июля от +13 °C до +18 °C. Продолжительность безморозного периода 73 — 76 суток. Осадки преимущественно летние, количество их колеблется от 400—600 мм.

## История
Село основано в 1750 г. Названо по имени первого засельщика Верещагина Василия Михайловича.

## Население
| 2010 |
| ---- |
| 146  |

## Экономика
Градообразующее производственное предприятие одно — производственный участок ТР МУП «Туруханскэнерго». Из учреждений обслуживания в селе имеются: средняя школа, детский сад, клуб, сельсовет, библиотека, ФАП и три магазина.
В Верещагино есть остановка теплоходов транспортной линии Красноярск-Дудинка, посадка пассажиров с лодок.